# 613년

## 연호
- 수(隋) 대업(大業) 9년
- 신라(新羅) 건복(建福) 30년

## 기년
- 수(隋) 양제(煬帝) 9년
- 신라(新羅) 진평왕(眞平王) 35년
- 고구려(高句麗) 영양왕(嬰陽王) 24년
- 백제(百濟) 무왕(武王) 14년

## 사건
- 사산조 페르시아의 장군 샤흐르바라즈가 동로마 제국의 다마스쿠스를 점령하다.
- 수 양제 고구려를 재침공 하나 실패 하였다.